# Héctor Ricardo
Héctor Ricardo (Buenos Aires, 10 febbraio 1925 – 6 settembre 1989) è stato un calciatore argentino, di ruolo portiere.
Era soprannominato El Negro.

## Carriera
Crebbe nel Rosario Central dove giocò sin al 1944 formando un ricordato terzetto difensivo con i compagni Rodolfo de Zorzi e Saturnino Yebra. Giocò anche nel Racing Avellaneda, nell'Huracán, nel Boca Juniors (vincendo il titolo nel 1954) ed in Uruguay con il Rampla Juniors. Con la nazionale giocò 7 partite, vincendo la Coppa America nel 1945.

## Palmarès

### Club
- Campionato argentino: 1

Boca Juniors: 1954

### Nazionale
- Coppa America: 1

1945